# Nouvel Europe Magazine
 (juin 2021).
Les informations dans cet article sont mal organisées, redondantes, ou il existe des sections bien trop longues. Structurez-le ou soumettez des propositions en page de discussion.
Avec le temps, il arrive que le contenu présent dans un article devienne désordonné. Il est souvent nécessaire de réorganiser l'article de fond en comble.
- Il faut tout d’abord répartir le contenu de l'article en plusieurs sections. Les informations doivent ensuite être exposées clairement et le plus synthétiquement possible, regroupées par sujet afin d'éviter les doublons. Quelqu'un cherchant une information précise doit pouvoir la trouver rapidement en lisant la section appropriée.
- À l'intérieur de chaque section, le texte, souvent initialement sous la forme de phrases éparses, doit être regroupé dans des paragraphes de quelques lignes, en assurant un enchaînement logique et une cohérence entre les phrases.
- Lorsque l'article ou l'une de ses sections développe trop longuement un point qui n'est pas dans le cœur du sujet traité, il convient de faire une synthèse et de transférer l'ancien contenu dans des articles plus appropriés (en cas de transfert, il faut impérativement respecter la procédure Aide:Scission).

Si vous pensez que ces points ont été résolus, vous pouvez retirer ce bandeau et améliorer le plan d'un autre article.
 (juin 2021).
Pour les articles homonymes, voir NEM.
Nouvel Europe magazine (NEM) est un journal belge d'ultra-droite édité sous ce nom de 1969 à 1982.
Auparavant, il avait porté le titre d'Europe Magazine. Au début des années 1980, le NEM reprit son titre d'origine .
Ce journal, sous le nom d'Europe magazine et du Nouvel Europe magazine, est édité par la société anonyme CIDEP (Compagnie internationale d'Editions populaires), dirigée par Pierre Blanc.
Au détriment de l'historien Jo Gérard, en 1971, Emile Lecerf est nommé rédacteur en chef du journal. Celui-ci est connu pour avoir durant la Seconde Guerre mondiale rédigé des articles pour les Cahiers de la roue solaire, la revue éditée par la section wallonne de l'Ahnenerbe, l'institut de recherches pluridisciplinaires de la SS , puis dans les années 1960 comme responsable de plusieurs mouvements de l'extrême droite belge : Mouvement d'action civique (Mac), Jeune Europe (JE), Révolution européenne (RE)…
Un réseau d’action et de propagande politique, sous le nom de NEM-clubs, est mis sur pied par Emile Lecerf et son journal. C'est aussi au sein du NEM que fut fondé le Front de la jeunesse en 1974, qui deviendra la plus importante organisation belge d'extrême droite .
Le NEM est lié aux catholiques intégristes du Bulletin  indépendant d'information catholique (Bidic) et de la petite formation Force chrétienne . Il apporte aussi son soutien à plusieurs formations et publications d'extrême droite belges et étrangères  : Parti des forces nouvelles (PFN, France), Fuerza Nueva (Forces nouvelles, Espagne), Lectures françaises mensuel fondé par Henry Coston, ex-collaborateur pronazi antisémite qui a été une des influences majeures du Nouvel Europe magazine .
Un soutien inconditionnel est apporté par le Nouvel Europe magazine aux dictatures de droite des années 1970 : en Afrique du sud, en Espagne sous Franco, au Portugal sous Salazar, au Chili sous Pinochet…
Sous la direction d'Emile Lecerf, le NEM est lié au Centre politique des indépendants et cadres chrétiens (Cepic), l’aile droite du Parti social-chrétien (PSC). Ce journal soutiendra dans ses colonnes plusieurs personnalités politiques de droite : Jean-Pierre Grafé (PSC, membre du Cepic), le général Robert Close (Parti réformateur libéral, PRL), Robert Hendrick (UDRT), Roger Nols (PRL)…
Son rédacteur en chef Emile Lecerf dirigeait une mouvance politique ayant le projet politique de fonder un grand parti de droite. Celui-ci aurait dû rassembler les courants réactionnaires des formations francophones et néerlandophones, tant chrétiennes que libérales, l'extrême droite activiste, les nationaux-monarchistes catholiques intégristes, les milieux aristocrates conservateurs… Une première tentative fut faite en 1975 avec la création du mouvement des Forces Nouvelles-Nieuwe krachten .
Dans les années 1990, après l'échec de fondation d'un parti unitaire des droites belges, Emile Lecerf et d'autres membres de la rédaction du NEM rejoindront le Front national (Belgique) (FN). D'anciens proches du NEM et des politiciens ayant été soutenus par le NEM, le général Robert Close et Roger Nols par exemple, apporteront leur soutien au Front nouveau de Belgique (FNB), une dissidence du FN belge fondée notamment par d'anciens membres de la direction du PRL et un ancien sénateur du Parti social-chrétien.